# Distenia plumbea
Distenia plumbea es una especie de escarabajo longicornio del género Distenia, categorizada en la tribu Disteniini, de la orden Coleoptera. Fue descrita por Holzschuh en 1993.

## Descripción
Mide 21 mm de longitud.

## Distribución
Se distribuye por Vietnam.